# Loek van Wely
Loek van Wely (prononcé louc vanne véli)  est un grand maître international du jeu d'échecs et un homme politique néerlandais né à Heesch (Pays-Bas) le 7 octobre 1972. Il fut sept fois champion des Pays-Bas (six fois consécutives de 2000 à 2005, puis en 2014) et a remporté le championnat d'Europe d'échecs des nations avec les Pays-Bas en 2005.
Au 1er décembre 2019, il est le huitième joueur néerlandais avec un classement Elo de 2 609 points.

## Biographie

### Carrière aux échecs
Il apprend les échecs à l'âge de 4 ans, et, sous la houlette de l'entraîneur Cor van Wijgerden (nl), il est pressenti comme un des plus grands talents nationaux à venir dans les années 1980.
Il remporte de nombreux tournois dans les années 1990, comme l'open de New York en 1996, le mémorial Rubinstein en 1999.
Il dépasse la barre des 2 600 points au classement Elo en 1996, et le seuil de 2 700 en 2001, le plaçant dans l'élite mondiale. Depuis, son classement s'est tassé et atteint 2 676 en janvier 2011, le classant en 2e position nationale et 62e joueur mondial.
Lors du Championnat du monde de la Fédération internationale des échecs 1997-1998, il atteint les quarts de finale. Il a eu moins de succès depuis, terminant 14e de la Coupe du monde d'échecs 2005.
| Année | Lieu                             | Résultat                                                   | Ultimes adversaires                                                                         | Adversaires battus                                                                            |
| ----- | -------------------------------- | ---------------------------------------------------------- | ------------------------------------------------------------------------------------------- | --------------------------------------------------------------------------------------------- |
| 1997  | Groningue (championnat du monde) | quart de finale                                            | Michael Adams                                                                               | Igor Miladinović, Jeroen Piket, Kiril Georgiev                                                |
| 2000  | New Delhi                        | troisième tour                                             | Alekseï Dreïev                                                                              | Karen Asrian, Krishnan Sasikiran                                                              |
| 2001  | Moscou                           | troisième tour                                             | Ye Jiangchuan                                                                               | Rubén Felgaer, Smbat Lputian                                                                  |
| 2004  | Tripoli                          | deuxième tour                                              | Valeri Filippov                                                                             | Alexander Ivanov                                                                              |
| 2005  | Khanty-Mansiïsk (coupe du monde) | huitième de finalequatorzième (après matchs de classement) | Ruslan Ponomariov Francisco Vallejo Pons Joël Lautier Alekseï Dreïev (matchs de classement) | Artashes Minassian, Aleksandr Moiseenko, Teimour Radjabov, Joël Lautier (match de classement) |
| 2007  | Khanty-Mansiïsk (coupe du monde) | deuxième tour                                              | Ievgueni Bareïev                                                                            | Nguyễn Ngọc Trường Sơn                                                                        |

### Une partie
Loek van Wely-Zoltán Ribli, Passau, 2000,
1. d4 Cf6 2. c4 e6 3. Cf3 d5 4. Fg5 Fb4+ 5. Cc3 dxc4 6. a3 Fxc3+ 7. bxc3 b5 8.  e4 Cbd7 9. e5 h6 10. exf6 hxg5 11. fxg7 Tg8 12. Db1 g4 13. Ce5 Dg5 14. Dxb5 Tb8  15. Dc6 Df5 16. Fxc4 Tb1+ 17. Txb1 Dxb1+ 18. Rd2 Dxh1 19. Fxe6!! Re7 20. Fxd7 Df1  21. Cg6+!! 1-0.

### Carrière politique
Van Wely a été élu lors des élections sénatoriales néerlandaises de 2019 (pour la première Chambre des États généraux) sur la liste du Forum pour la démocratie (Forum voor Democratie). Il a été membre de ce parti du 11 juin 2019 au 8 décembre 2020 ; puis il le quitte pour rejoindre le groupe van Pareren du 8 décembre 2020 au 14 février 2021. Il est membre du groupe Nanninga depuis le 15 février 2021. Il a été membre du conseil provincial de 2019 à 2013.